# 疏叶观音座莲
疏叶觀音座蓮（学名：Angiopteris remota）为觀音座蓮科觀音座蓮屬下的一个种。